# Steve Keen

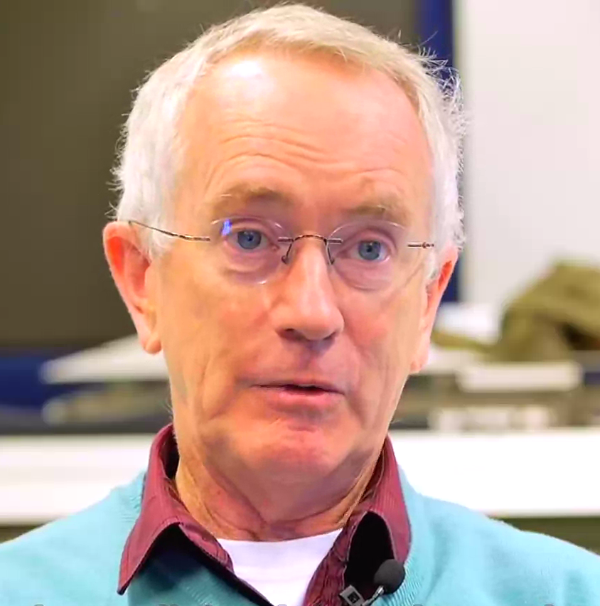

Steve Keen, född 28 mars 1953, är en professor i nationalekonomi och finans vid University of Western Sydney. Han kallar sig själv för en post-keynesian och kritiserar både den neoklassiska ekonomin och marxistisk ekonomi för att vara inkonsekvent, ovetenskaplig och för att sakna empiriskt underlag. Keen är influerad av ekonomer såsom Hyman Minsky, Irving Fisher, Keynes, Piero Sraffa, Joseph Alois Schumpeter och François Quesnay. 